# Kromberk
Kromberk – wieś w Słowenii, w gminie miejskiej Nova Gorica. W 2018 roku liczyła 2070 mieszkańców. 